# The First Slam Dunk
The First Slam Dunk – japoński film animowany z 2022, wyprodukowany przez studia Toei Animation oraz DandeLion Animation Studio. Za scenariusz i reżyserię odpowiadał Takehiko Inoue. Produkcja oparta jest na mandze Slam Dunk, której autorem jest również Inoue. Premiera w Japonii odbyła się 3 grudnia 2022.
W 2023 roku The First Slam Dunk zdobył Nagrodę Japońskiej Akademii Filmowej w kategorii animacja roku.

## Fabuła
Film opowiada historię Ryoty Miyagiego, rozgrywającego szkolnej drużyny koszykówki z liceum Shohoku, który wraz ze swoimi kolegami z drużyny – Hanamichim Sakuragim, Takenorim Akagim, Hisashim Mitsuim i Kaede Rukawą – stawiają czoła mistrzom ogólnokrajowego turnieju koszykówki szkół średnich, drużynie z liceum Sannoh Kogyo. Film adaptuje finałowy mecz przedstawiony w mandze i zawiera oryginalne retrospekcje oraz nowy epilog, skupiający się całkowicie na postaci Ryoty.

## Obsada
| Postać             | Seiyū               |
| ------------------ | ------------------- |
| Ryota Miyagi       | Shūgo Nakamura      |
| Hisashi Mitsui     | Jun Kasama          |
| Kaede Rukawa       | Shinichiro Kamio    |
| Hanamichi Sakuragi | Subaru Kimura       |
| Takenori Akagi     | Kenta Miyake        |
| Haruko Akagi       | Maaya Sakamoto      |
| Kiminobu Kogure    | Ryōta Iwasaki       |
| Yohei Mito         | Chikahiro Kobayashi |
| Nozomi Takamiya    | Masafumi Kobatake   |
| Chuichirou Noma    | Ken’ichirō Matsuda  |
| Ayako              | Asami Seto          |
| Mitsuyoshi Anzai   | Katsuhisa Hōki      |
| Eiji Sawakita      | Shunsuke Takeuchi   |

## Produkcja

### Rozwój i preprodukcja
W 2003 roku Toshiyuki Matsui, producent z Toei Animation, skontaktował się z biurem Inoue, aby zapytać, czy byłby on zainteresowany stworzeniem filmu Slam Dunk, który kontynuowałby historię tam, gdzie zakończył się serial anime. Propozycja była efektem popularności wydania anime na DVD; jednak oferta została odrzucona. Sześć lat później, w 2009 roku, to biuro Inoue skontaktowało się z Matsuim i poprosiło go o przesłanie propozycji dotyczącej projektu. Wówczas Matsui zebrał zespół prowadzony przez Naokiego Miyaharę i Toshio Ohashiego, który przez prawie pięć lat opracowywał prototypy wideo prezentujące wizualną koncepcję z wykorzystaniem animacji 3DCG – uznano bowiem, że realistyczniejsze będzie poruszanie dużej liczby postaci jednocześnie na boisku do koszykówki przy użyciu grafiki komputerowej, niż animacja rysowana ręcznie w 2D. Drugi prototyp, którego produkcja kosztowała niemal tyle co cały film, został odrzucony, ponieważ zbyt bardzo odbiegał od wizji Inoue i nie oddawał wrażenia, że postacie są „żywe”. Trzeci prototyp, który musiał być już ostateczny, połączył 3DCG z animacją 2D i to właśnie ta wersja położyła fundamenty pod pracę Inoue jako reżysera.
W grudniu 2014, podczas kolacji z Matsuim, Inoue dał zielone światło filmowi. Matsui zasugerował wtedy, że to Inoue powinien napisać scenariusz i wyreżyserować film, ponieważ to właśnie jemu najbardziej można ufać, jeśli chodzi o dialogi postaci oraz ich wygląd i ekspresję. Po zaakceptowaniu propozycji, Inoue rozpoczął pracę nad scenariuszem w styczniu 2015. W 2018 roku rozpoczęto prace nad motion capture oraz modelami postaci.

### Produkcja
6 stycznia 2021 Inoue niespodziewanie ogłosił na swoim koncie na Twitterze, że film jest w produkcji. Następnie, 13 sierpnia 2021 ujawniono, że Inoue jest scenarzystą i reżyserem filmu, a także podano nazwiska innych członków ekipy produkcyjnej, takich jak Yasuyuki Ebara jako projektant postaci i reżyser animacji oraz Naoki Miyahara, Katsuhiko Kitada, Toshio Ohashi, Yasuhiro Motoda, Fumihiko Suganuma i Haruka Kamatani jako reżyserzy scen.
1 lipca 2022 w kinach w całej Japonii pojawiło się pięć nowych plakatów postaci, na których oficjalnie ogłoszono datę premiery – 3 grudnia 2022 – oraz tytuł filmu: The First Slam Dunk. Oficjalna strona internetowa filmu opublikowała wywiady z wieloma członkami ekipy produkcyjnej, w których opowiadali o swoim wkładzie w film oraz o wymaganiach, jakie stawiał przed nimi Inoue. Według projektanta postaci i głównego reżysera animacji, Yasuyukiego Ebary, Inoue chciał, aby projekty postaci bazowały na jego nowszych ilustracjach z wydania Slam Dunk Refurbished z 2018 roku, a nie na starszych projektach z oryginalnej mangi. Dyrektor artystyczny filmu, Kazuo Ogura, oraz projektantka kolorów, Shiori Furusyo, stwierdzili, że Inoue pragnął, by film sprawiał wrażenie, jakby sama manga ożyła – dlatego zależało mu na jasnej i lekko stonowanej palecie kolorów. Dodatkowo, by tła bardziej przypominały styl mangi, musiały wyglądać na bardziej odręczne i mniej realistyczne. Wspomniano również, że film jest połączeniem animacji 3DCG w scenach koszykówki oraz rysowanej ręcznie animacji 2D w scenach z życia codziennego. Tym samym film stara się połączyć najlepsze elementy obu światów. Reżyser grafiki komputerowej, Daiki Nakazawa, potwierdził to podejście, dodając, że w niektórych scenach koszykówki w 2D animatorzy korzystali z nagrań motion capture jako odniesienia, by jak najwierniej oddać ruchy graczy. Do produkcji zaproszono również profesjonalnych koszykarzy, którzy oceniali, jak realistycznie przedstawiono grę.
Zapytany o powód swojego zaangażowania w produkcję filmu, Inoue stwierdził, że został zachęcony przez entuzjazm osób pracujących nad wersjami prototypowymi, a kiedy zobaczył dobrze wykonaną twarz Sakuragiego, pomyślał, że jego własny udział może jeszcze bardziej poprawić jakość projektu. Dodał również, że jego głównym zadaniem jako reżysera było „tchnąć życie” w postacie i sprawić, by stały się autentyczne. Poprawiał i retuszował sceny zarówno w 3D, jak i 2D, a także narysował wiele scenorysów do filmu. Jeśli chodzi o zamierzenia fabularne, wspomniał, że chciał, by film był nowym spojrzeniem na Slam Dunk – z nowej perspektywy. Zamiast skupiać się na bohaterze z nieograniczonymi możliwościami i wielkim potencjałem, chciał ukazać perspektywę życia z bólem i przezwyciężania go. Dlatego wybrał tytuł The First Slam Dunk – ponieważ chciał, by widzowie zaznajomieni z historią przeżyli ją tak, jakby to był ich pierwszy raz, a ci, którzy jej nie znają, by doświadczyli swojego „pierwszego Slam Dunka”. W kwestii zmiany aktorów głosowych znanych z telewizyjnego serialu anime stwierdził, że gdyby poprosił ich o powrót, musiałby zażądać od nich porzucenia własnej interpretacji i rozumienia postaci, które profesjonalnie rozwijali przez lata – a na to nie mógł sobie pozwolić. W przypadku nowych aktorów głosowych położył większy nacisk na jakość ich naturalnego głosu niż na same umiejętności aktorskie.

## Wydanie
Film zadebiutował w japońskich kinach 3 grudnia 2022, w wersji standardowej oraz IMAX, natomiast premiera w Polsce odbyła się 11 sierpnia 2023.
28 lutego 2024 film został wydany w Japonii na nośnikach Blu-ray/DVD.